# Крижицький Сергій Дмитрович
Крижи́цький Сергі́й Дми́трович (11 грудня 1932, Київ  — 27 січня 2018, Київ) — український вчений-археолог, член-кореспондент Національної академії наук України (1990), доктор архітектури (1980), лауреат Державної премії України в галузі науки і техніки (2002), Державної премії України в галузі архітектури (2007).

## Біографія
Народився в Києві в сім'ї службовців. По закінченні школи вступив на факультет архітектури Київського художнього інституту. В 1960—1964 рр. працював на посаді архітектора, згодом — молодшого наукового співробітника в Науково-дослідному інституті теорії та історії архітектури. Саме тут і розпочалася його самостійна робота з вивчення архітектури житлового будівництва античного міста Ольвії.
Починаючи з 1964 р. професійна діяльність пов'язана з Інститутом археології НАН України. Тут він написав дисертацію на здобуття ступеня кандидата історичних наук про житло античної Ольвії (1968) і доктора архітектури (1980). З 1981 р. керує відділом античної археології інституту, а з 1987 р. працював довгий час заступником директора.
Серед його учнів чимало кандидатів і докторів історичних наук — відомих фахівців з античної і скіфської археології.
С. Д. Крижицький проводив значну науково-організаційну й координаційну роботу, налагоджував активне співробітництво із зарубіжними колегами, очолював Українсько-румунську комісію з історії, археології, етнології та фольклористики при Президії НАН України.
Помер 27 січня 2018 року у місті Києві на 86 році життя. Похований на Байковому кладовищі разом із родиною (ділянка № 31).

### Родина

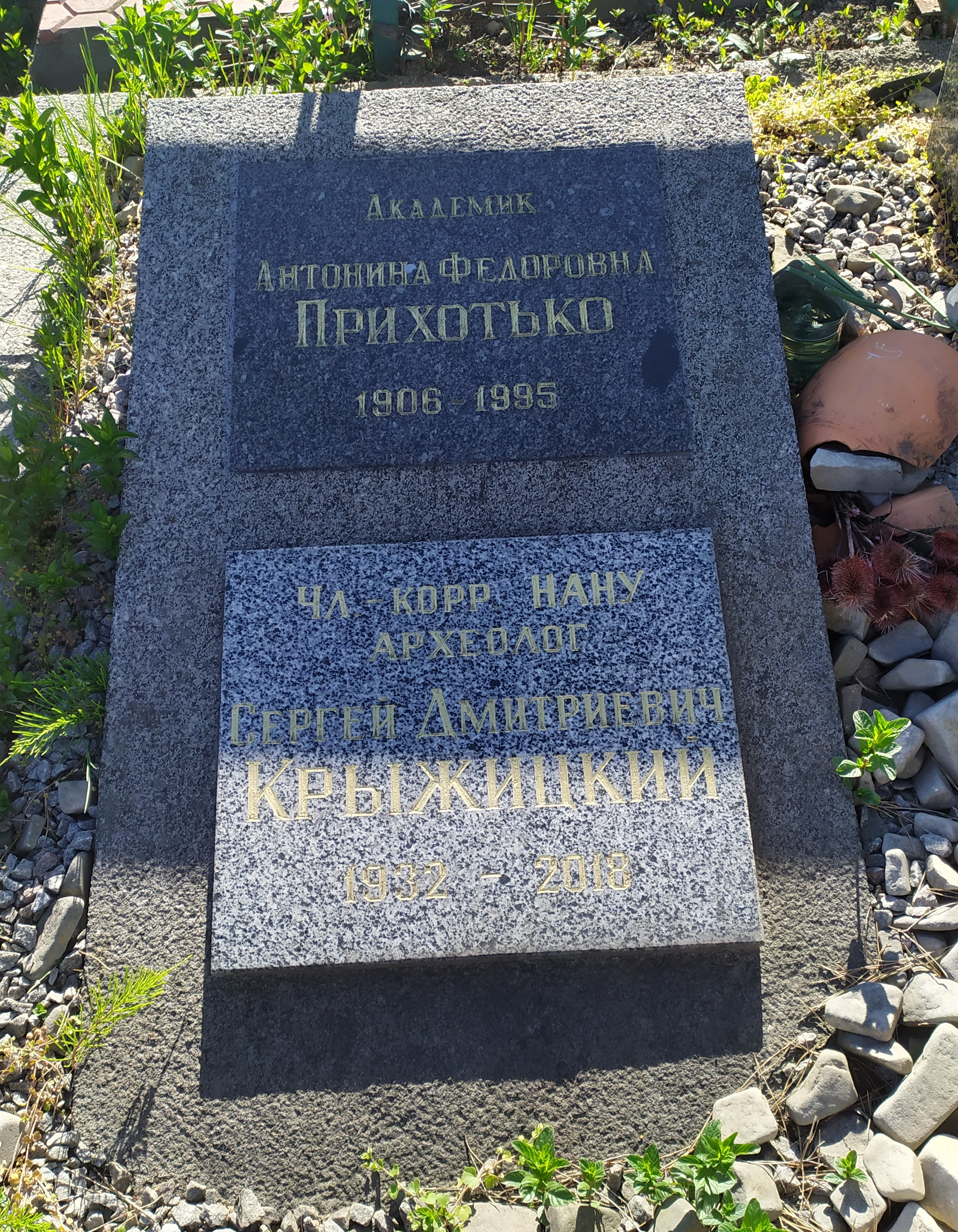
Могила Сергія Крижицького та його тещі, фізика Антоніни Прихотько, Байкове кладовище

Донька — Тетяна Крижицька, соціолог. Друга дружина — археолог Ніна Лейпунська (1930—2008), колега Сергія Крижицького в дослідженнях Ольвії. Пасинок — фізик Юрій Рєзніков (1953—2016).

## Археологічні дослідження Ольвії
У 1974—1981 роках Крижицький завідував заповідником «Ольвія». І в тому, що недавно останній визнано національним історико-археологічним заповідником, є велика заслуга С. Д. Крижицького та його учнів, які доклали чимало зусиль, аби ця археологічна пам'ятка стала всесвітньо відомою.
Протягом 1972—1994 років учений незмінно очолював Ольвійську археологічну експедицію Інституту археології, а нині є її науковим консультантом, ініціює нові проекти щодо дослідження не лише Ольвійського городища, а й численних поселень сільськогосподарської округи античного міста. Ольвійська експедиція стала базою для розробки і впровадження якісно нової методики розкопок і розвідок, нових принципів класифікації, фіксації і реставрації археологічних пам'яток, а також проведення масштабних підводних археологічних досліджень.
До найвагоміших досягнень С. Д. Крижицького належать дослідження характеру грецької колонізації у районі Ольвії і створення її моделі, взаємовідносин Ольвії і скіфів у V ст. до н. е., історична періодизація розвитку Ольвійського полісу. Він розробив принципи реконструкції відкритих залишків античних житлових будинків Північного Причорномор'я і оцінки ступеня достовірності цих реконструкцій, що відкрило нові можливості для проведення порівняльного аналізу. Вчений особисто обґрунтував і виконав понад півсотні графічних реконструкцій житлових будинків і кількох північно-причорноморських храмів, двох курганів, західних міських воріт і центральної частини Ольвії. Вперше у вітчизняній історіографії він створив історію домобудівництва античних держав Північного Причорномор'я з визначенням його локальних і загальних особливостей, періодизації розвитку.

## Публікації
Науковий доробок Сергія Дмитровича налічує близько 200 праць, опублікованих в українських та зарубіжних виданнях. До найважливіших з них належать такі його фундаментальні монографії, як «Жилые ансамбли древней Ольвии» (1971), «Жилые дома античных городов Северного Причерноморья» (1982), «Ольвия. Историографическое исследование архитектурно-строительных комплексов» (1985), «Архитектура античных государств Северного Причерноморья» (1993), а також написані у співавторстві — «Сельская округа Ольвии» (1989), «Античные поселения Нижнего Побужья» (1990), «Ольвия. Раскопки, история, культура» (1997), «Ольвия. Античное государство в Северном Причерноморье» (1999). Крім того, С. Д. Крижицький брав участь у написанні багатьох колективних узагальнюючих праць.
За участю Сергія Дмитровича видані також посібники для студентів вищих навчальних закладів, а за кордоном побачила світ написана у співавторстві монографія «Olbia. Eine altgriechische Stadt im nordwestlichen Schwarzmeerraum» (Лейден—Нью-Йорк—Кельн, 1995).
Під науковою редакцією С. Д. Крижицького опубліковано чимало монографій і збірників статей. Він є членом редколегій журналів «Археологія», «Вестник древней истории» (Москва), «Ancient Civilizations from Scithia to Siberia. An International Journal of Comparative Studies in History and Archaeology» (Лейден), «Проблемы истории, филологии, культуры» (Москва—Магнітогорськ), а також одним з головних редакторів румунсько-українського журналу «Inter academika».

## Нагороди
За вагомий внесок у дослідження античної історії і культури у 1994 р. С. Д. Крижицького нагороджено премією ім. М. О. Макаренка, а в 1997 р. — Почесною грамотою Російської академії наук. Його обрано почесним доктором Науково-дослідного інституту теорії та історії архітектури і містобудування.